# Janina Doliwa-Taborska
Janina Doliwa-Taborska z domu Berdowska (ur. 10 grudnia 1912 w Rzeżycy, zm. 19 lutego 2005 w Warszawie) – polska doktor nauk medycznych, poseł na Sejm PRL II i III kadencji.

## Życiorys
Córka Stanisława. Uzyskała stopień doktora nauk medycznych. Pracowała w Oddziale Dziecięcym Szpitala Wojewódzkiego w Słupsku oraz jako zastępca naczelnego lekarza Przedsiębiorstwa Państwowego „Uzdrowisko Kołobrzeg” i Sanatorium Dziecięcego „Muszelka” w Kołobrzegu. Została członkiem Polskiej Zjednoczonej Partii Robotniczej. W 1957 i 1961 uzyskiwała mandat posła na Sejm PRL w okręgach kolejno Słupsk i Koszalin. Przez dwie kadencje zasiadała w Komisji Zdrowia i Kultury Fizycznej. Referowała w sejmie przyjętą w kwietniu 1959 ustawę o zwalczaniu gruźlicy, a także projekt ustawy o przejściowym trybie nabywania uprawnień pielęgniarki.
Jej drugim mężem był Walery Taborski (1905–1968).
18 lipca 1955 została odznaczona Srebrnym Krzyżem Zasługi.
Zmarła 19 lutego 2005 w Warszawie, pochowana na cmentarzu Wojskowym na Powązkach (kwatera A 38-8-24).